# Kirby Morrow
Kirby Robert Morrow (Jasper, Alberta, 28 augustus 1973 - Vancouver, British Columbia, 18 november 2020) was een Canadees acteur, stemacteur, scenarioschrijver en komiek.

## Biografie
Morrow werd geboren in Jasper, Alberta, en studeerde theater aan de Mount Royal University in Calgary en werkte in Vancouver, British Columbia. In animatie stond hij bekend als de stem van Miroku in InuYasha, Van Fanel in Escaflowne, Cyclops in X-Men Evolution, Jay in Class of the Titans, Teru Mikami in Death Note, Trowa Barton in Mobile Suit Gundam Wing, Ryo Takatsuki in Project ARMS, Goku in Dragon Ball Z (vanaf aflevering 160), Hot Shot in Transformers: Cybertron (ter vervanging van Brent Miller) en Cole in Lego Ninjago: Masters of Spinjitzu. Voor de camera stond hij bekend om de terugkerende rol van kapitein Dave Kleinman in Stargate Atlantis.
Morrow overleed op 18 november 2020 op 47-jarige leeftijd in Vancouver.

## Filmografie

### Live-action
| Jaar      | Titel                                                           | Rol                   |
| --------- | --------------------------------------------------------------- | --------------------- |
| 1996      | Stand Against Fear                                              | Nelson Doyle          |
| 1997      | Sombrio                                                         | Drive                 |
| 1997      | Moment of Truth: Into the Arms of Danger                        | Man at Truck Stop     |
| 1997      | Viper                                                           | Tim Vernon            |
| 1997      | Breaker High                                                    | Philippe              |
| 1997-98   | Ninja Turtles: The Next Mutation                                | Michelangelo          |
| 1997-98   | The Outer Limits                                                | Kirby                 |
| 1998      | Playing to Win: A Moment of Truth Movie                         | Ryan                  |
| 1998      | Silencing Mary                                                  | Head Cheerleader      |
| 1998      | Storm Chasers: Revenge of the Twister                           | Storm Chaser          |
| 1998      | Someone to Love Me                                              | Ryan                  |
| 1998      | Highlander: The Raven                                           | Marco Becker          |
| 1998-2002 | Stargate SG-1                                                   | Militia Man, Tara'c   |
| 1999      | Total Recall 2070                                               | Beta Class Android    |
| 1999      | The Hunt for the Unicorn Killer                                 | John Maddux           |
| 1999      | First Wave                                                      | Quentin Billup        |
| 1999      | Jerry's Day                                                     | Jerry                 |
| 2000      | MVP: Most Valuable Primate                                      | Tiger #1              |
| 2001      | Seven Days                                                      | Rick Hedstrom         |
| 2001      | Avalanche Alley                                                 | Jake                  |
| 2001      | Bones                                                           | Palmer                |
| 2001      | Special Unit 2                                                  | Scott Caputo          |
| 2002      | Slap Shot 2: Breaking the Ice                                   | Ash                   |
| 2002      | L.A. Law: The Movie                                             | Young Man             |
| 2002      | Jeremiah                                                        | Angus Deveraux        |
| 2003      | Out of Order                                                    | Brad                  |
| 2004      | Behind the Camera: The Unauthorized Story of 'Charlie's Angels' | N/A                   |
| 2005-06   | Stargate Atlantis                                               | Captain Dave Kleinman |
| 2006      | Deadly Skies                                                    | Guard Carmichael      |
| 2007      | Blood Ties                                                      | Brady                 |
| 2007      | Glimpse                                                         | Troy                  |
| 2008      | The Triple Eight                                                | Catty Platter Guy     |
| 2009      | The L Word                                                      | Randy Griff           |
| 2009      | Something Evil Comes                                            | Edwin Vaster          |
| 2010      | The Bridge                                                      | Mac                   |
| 2010      | Stargate Universe                                               | Captain Dave Kleinman |
| 2010      | Supernatural                                                    | Ex Husband            |
| 2010      | Life Unexpected                                                 | Tasha's Lawyer        |
| 2011      | Human Target                                                    | Eddie                 |
| 2011      | Mortal Kombat: Legacy                                           | King Jerrod           |
| 2011      | The Pastor's Wife                                               | Walt Freeland         |
| 2012      | Fringe                                                          | Maddox & Maddox       |
| 2012      | Arrow                                                           | Matt Istook           |
| 2012      | Maximum Conviction                                              | MP #2                 |
| 2014      | Spooksville                                                     | Coach MacGillis       |
| 2014      | A Ring by Spring                                                | Tom Halsey            |
| 2015      | Olympus                                                         | General Dion          |
| 2015      | Cedar Cove                                                      | Doug Lambert          |
| 2015      | 12 Rounds 3: Lockdown                                           | Saul                  |
| 2015      | The Flash                                                       | Coach                 |
| 2016      | Van Helsing                                                     | Gary                  |
| 2016      | Travelers                                                       | Hickman               |
| 2017      | Legion                                                          | Benny                 |
| 2017      | Drone                                                           | Dave Wistin           |
| 2017      | The Good Doctor                                                 | Ethan                 |

### Anime
| Jaar    | Titel                           | Rol                                     |
| ------- | ------------------------------- | --------------------------------------- |
| 1999    | Brain Powerd                    | Jonathan Glenn                          |
| 1999    | Z-Mind                          | Akira                                   |
| 2000    | Mobile Suit Gundam Wing         | Trowa Barton                            |
| 2000–01 | The Vision of Escaflowne        | Van Fanel                               |
| 2000–03 | Dragon Ball Z                   | Goku                                    |
| 2001    | Gundam Wing: Endless Waltz      | Trowa Barton                            |
| 2002    | Hamtaro                         | Noel                                    |
| 2002–06 | Inuyasha                        | Miroku                                  |
| 2002–04 | Project ARMS                    | Ryo Takatsuki                           |
| 2002–03 | Transformers: Armada            | Rad White                               |
| 2003    | Infinite Ryvius                 | Yuki Aiba                               |
| 2003–04 | MegaMan NT Warrior              | ElecMan, Dave                           |
| 2004    | The Family's Defensive Alliance | Hayakawa, Alpha #1, Yashiro's Underling |
| 2004–05 | Transformers: Energon           | Rad White                               |
| 2005    | Star Ocean EX                   | Allen                                   |
| 2005    | Tokyo Underground               | Sui                                     |
| 2005    | Hikaru no Go                    | Ito                                     |
| 2005    | Starship Operators              | Takai Kiryu                             |
| 2005–06 | Transformers: Cybertron         | Hot Shot                                |
| 2006    | Ōban Star-Racers                | Prince Aikka                            |
| 2006    | .hack//Roots                    | Gord                                    |
| 2006–07 | Mobile Suit Gundam SEED Destiny | Rey Za Burrel                           |
| 2007    | Ayakashi: Samurai Horror Tales  | Zushonosuke Himekawa                    |
| 2008    | Death Note                      | Teru Mikami                             |
| 2008–09 | Mobile Suit Gundam 00           | Billy Katagiri                          |
| 2012    | Kurozuka                        | Hasegawa                                |
| 2012–13 | Inuyasha: The Final Act         | Miroku                                  |
| 2016    | Kingdom                         | Ze Gui, Lord Changping, Li Bai          |
| 2017    | Gintama°                        | Tsukuyo                                 |
| 2020    | Yashahime: Princess Half-Demon  | Miroku                                  |

### Animatieseries
| Jaar      | Titel                                      | Rol                                                                 |
| --------- | ------------------------------------------ | ------------------------------------------------------------------- |
| 1998–99   | Brats of the Lost Nebula                   | Zadam                                                               |
| 1999      | Meltylancer                                | Defiant A                                                           |
| 1999–2001 | NASCAR Racers                              | Redline                                                             |
| 1999–2005 | Yvon of the Yukon                          | Tommy Tukyuk                                                        |
| 2005      | Hot Wheels: AcceleRacers                   | Shirako Takamoto                                                    |
| 2000      | Action Man                                 | Jimmy Woo                                                           |
| 2000–01   | Kong: The Animated Series                  | Jason Jenkins                                                       |
| 2000–02   | What About Mimi?                           | Trevor                                                              |
| 2000–03   | X-Men: Evolution                           | Cyclops, Scott Summers                                              |
| 2001–02   | Ultimate Book of Spells                    | N/A                                                                 |
| 2001–02   | Alienators: Evolution Continues            | Dr. Ira Kane                                                        |
| 2002      | Mary-Kate and Ashley in Action!            | Meerdere Rollen                                                     |
| 2003      | Broken Saints                              | Raimi, Boat Thug #2                                                 |
| 2005      | Kong: King of Atlantis                     | Jason Jenkins                                                       |
| 2006–07   | Team Galaxy                                | Josh                                                                |
| 2006–08   | Class of the Titans                        | Jay                                                                 |
| 2007–10   | Care Bears: Adventures in Care-a-lot       | Champ Bear                                                          |
| 2008      | At Jesus' Side                             | Jesus, Vendor #2                                                    |
| 2011–20   | Lego Ninjago: Masters of Spinjitzu         | Cole                                                                |
| 2012      | Action Dad                                 | Rico, Taxi Driver                                                   |
| 2013      | Slugterra                                  | Game Master                                                         |
| 2013      | Lego Star Wars: The Yoda Chronicles        | Anakin Skywalker                                                    |
| 2013      | Ultimate Wolverine vs. Hulk                | Tony Stark                                                          |
| 2014      | Eternals                                   | Iron Man                                                            |
| 2015      | Lego Star Wars: Droid Tales                | Anakin Skywalker, General Grievous, Red Guard #2, Ithorian Customer |
| 2018      | The Epic Tales of Captain Underpants       | Meerdere Rollen                                                     |
| 2019      | Lego Jurassic World: Legend of Isla Nublar | Larson Mitchell                                                     |
| 2019-21   | Ninjago                                    | Cole, Underhill, Elder Two                                          |

### Animatiefilms
| Jaar | Titel                                                   | Rol                       |
| ---- | ------------------------------------------------------- | ------------------------- |
| 2001 | Barbie in the Nutcracker                                | Nutcracker/Prince Eric    |
| 2002 | Escaflowne                                              | Van Fanel                 |
| 2004 | Inuyasha the Movie: The Castle Beyond the Looking Glass | Miroku                    |
| 2004 | Inuyasha the Movie: Affections Touching Across Time     | Miroku                    |
| 2005 | Inuyasha the Movie: Swords of an Honorable Ruler        | Miroku                    |
| 2005 | Dragons II: The Metal Ages                              | Gorhagar                  |
| 2005 | Ark                                                     | Rogan                     |
| 2005 | My Scene Goes Hollywood: The Movie                      | Hudson                    |
| 2005 | Hot Wheels: AcceleRacers                                | Shirako Takamoto          |
| 2006 | Inuyasha the Movie: Fire on the Mystic Island           | Miroku                    |
| 2007 | Mosaic                                                  | Mosaic                    |
| 2009 | Hulk Versus                                             | Meerdere Rollen           |
| 2013 | Escape from Planet Earth                                | Hazmats, Baabian Citizens |

### Computerspellen
| Jaar | Titel                                   | Rol                                                               |
| ---- | --------------------------------------- | ----------------------------------------------------------------- |
| 2000 | Kessen                                  | Hideyori Toyotomi, Hiroie Kikkawa, Hideie Ukita, Tadaoki Hosokawa |
| 2003 | Mobile Suit Gundam: Encounters in Space | Dimitri                                                           |
| 2004 | Inuyasha: The Secret of the Cursed Mask | Miroku                                                            |
| 2005 | Ys: The Ark of Napishtim                | Ur, Seblo, Lolo, Camara                                           |
| 2005 | Inuyasha: Feudal Combat                 | Miroku                                                            |
| 2005 | Marvel Nemesis: Rise of the Imperfects  | Human Torch/Johnny Storm                                          |
| 2005 | Devil Kings                             | Date Masamune/Azure Dragon                                        |
| 2009 | Dynasty Warriors: Gundam 2              | Gyunei Guss                                                       |
| 2011 | Trinity: Souls of Zill O’ll             | Xenetes                                                           |
| 2011 | Dynasty Warriors: Gundam 3              | Trowa Barton                                                      |